# 羽叶树科
羽叶树科又名绒子树科，共有4属55种，全部生长在南美洲的热带地区。
本科植物为乔木、灌木或藤本；单叶对生或轮生，有托叶，叶脉为羽状分支结构；花小，花瓣4或5；果实为蒴果或浆果，种子有绒毛。

## 属
- Froesia
- Lacunaria
- Quiina
- Touroulia

1981年的克朗奎斯特分类法将其列在山茶目中，1998年根据基因亲缘关系分类的APG 分类法认为应该分在金虎尾目中，2003年经过修订的APG II 分类法认为可以选择性地与金莲木科和水母柱科合并。